# Basilica Aemilia

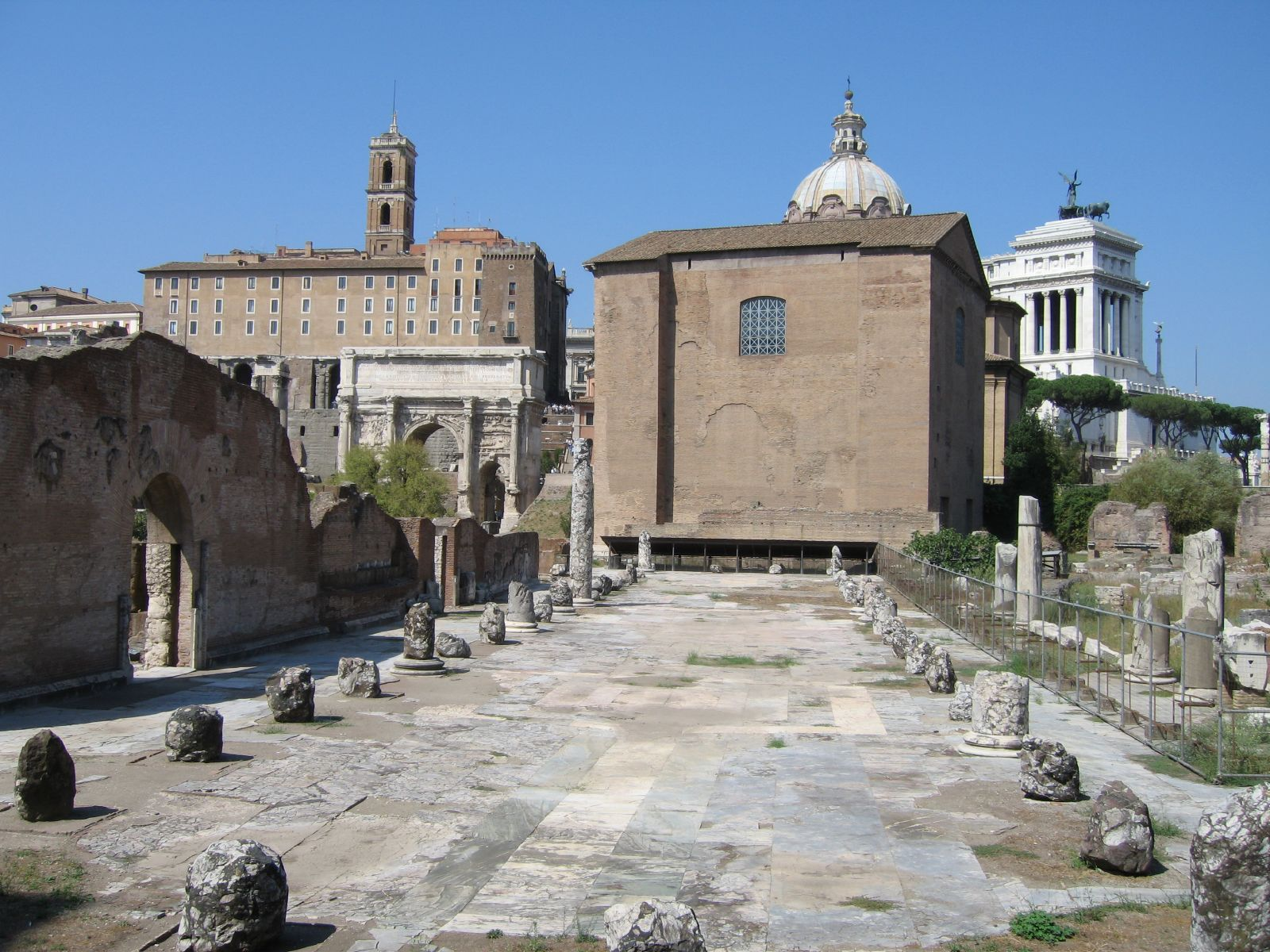
Resterna av Basilica Aemilia.

Basilica Aemilia är en antik basilika på Forum Romanum i Rom.
Basilica Aemilia är belägen intill Curia Iulia på Forums norra långsida. Den uppfördes år 179 f.Kr. av censorerna Marcus Aemilius Lepidus och Marcus Fulvius Nobilior. Den nybyggdes 55–34 f.Kr. och återuppbyggdes av Augustus efter en omfattande eldsvåda 14 f.Kr.
Liksom sina föregångare var byggnaden ett centrum för affärslivet vid Forum. Som ersättning för tidigare butiker lade Augustus en monumental portik i två våningar framför (invigd 2 f.Kr.); rester av bottenvåningen återstår, men en del väggpartier i tuffsten är moderna rekonstruktioner.
Plinius den äldre utnämnde Basilica Aemilia till en av världens tre vackraste byggnader. Fragment av väggbeklädnaden samt stora partier av golvet och kolonnerna vittnar om den praktfulla interiören i polykrom marmor, hämtad från Grekland, Mindre Asien och Afrika. Bitar av de skulpterade friser som prydde byggnaden har bevarats; en avgjutning är uppsatt intill basilikan.